# Himmelmühle

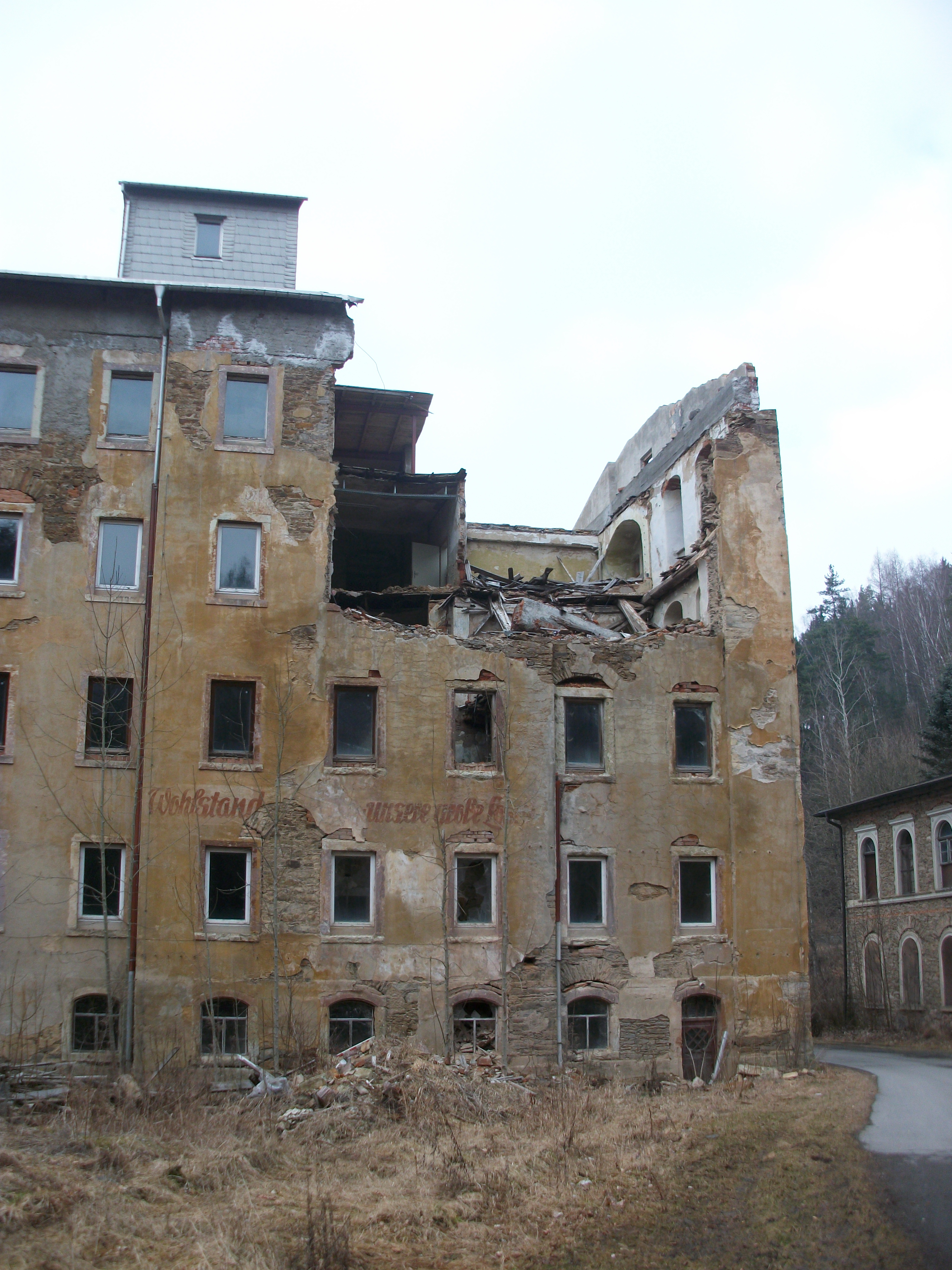
Fabrikgebäude (2018), schon mit großem Loch

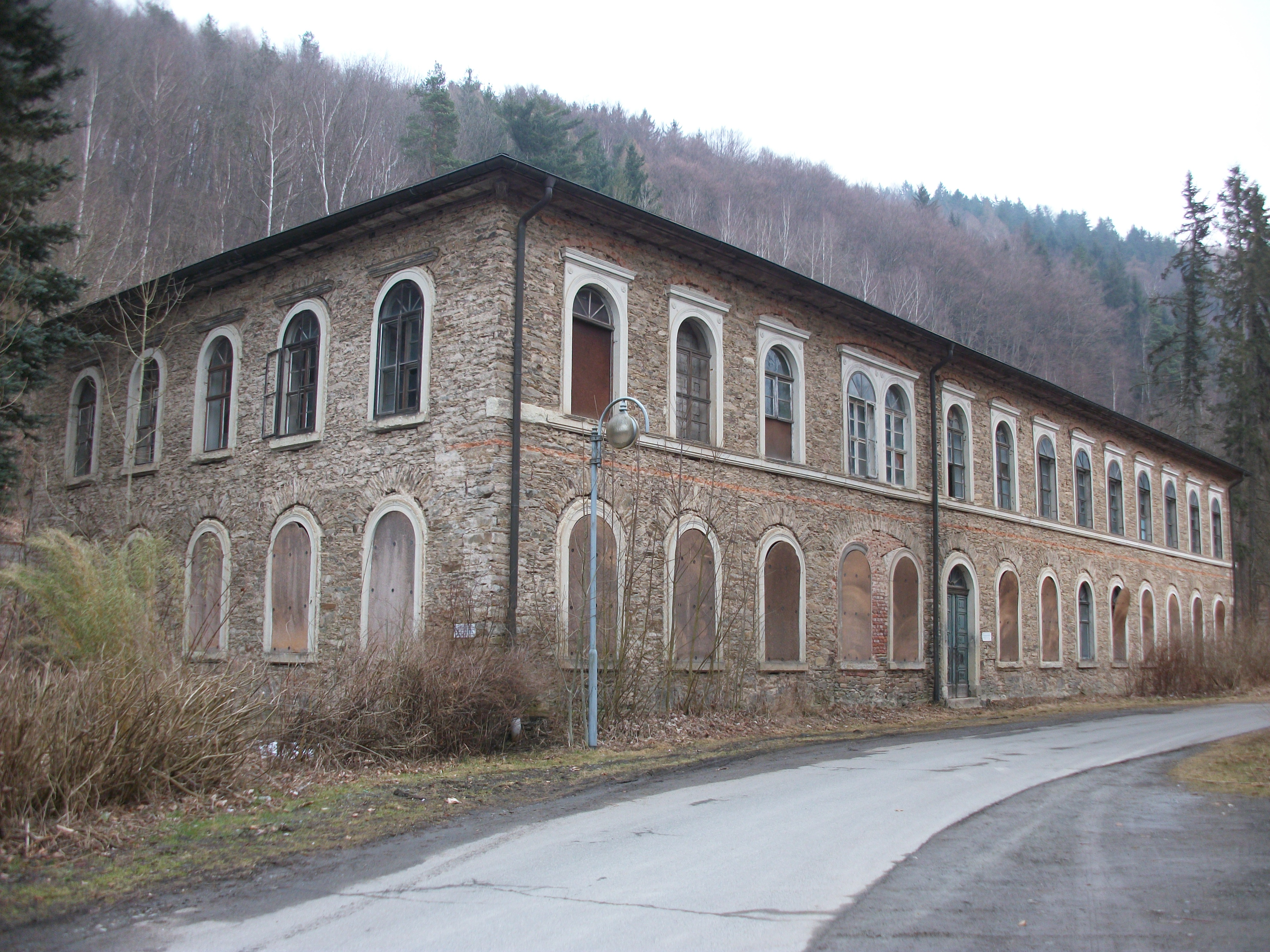
Herrenhaus

Himmelmühle ist ein Ortsteil der Gemeinde Thermalbad Wiesenbad im Erzgebirgskreis, Sachsen, Deutschland. Bis zum 31. Dezember 1955 war die Himmelmühle ein Ortsteil von Falkenbach.

## Geographische Lage

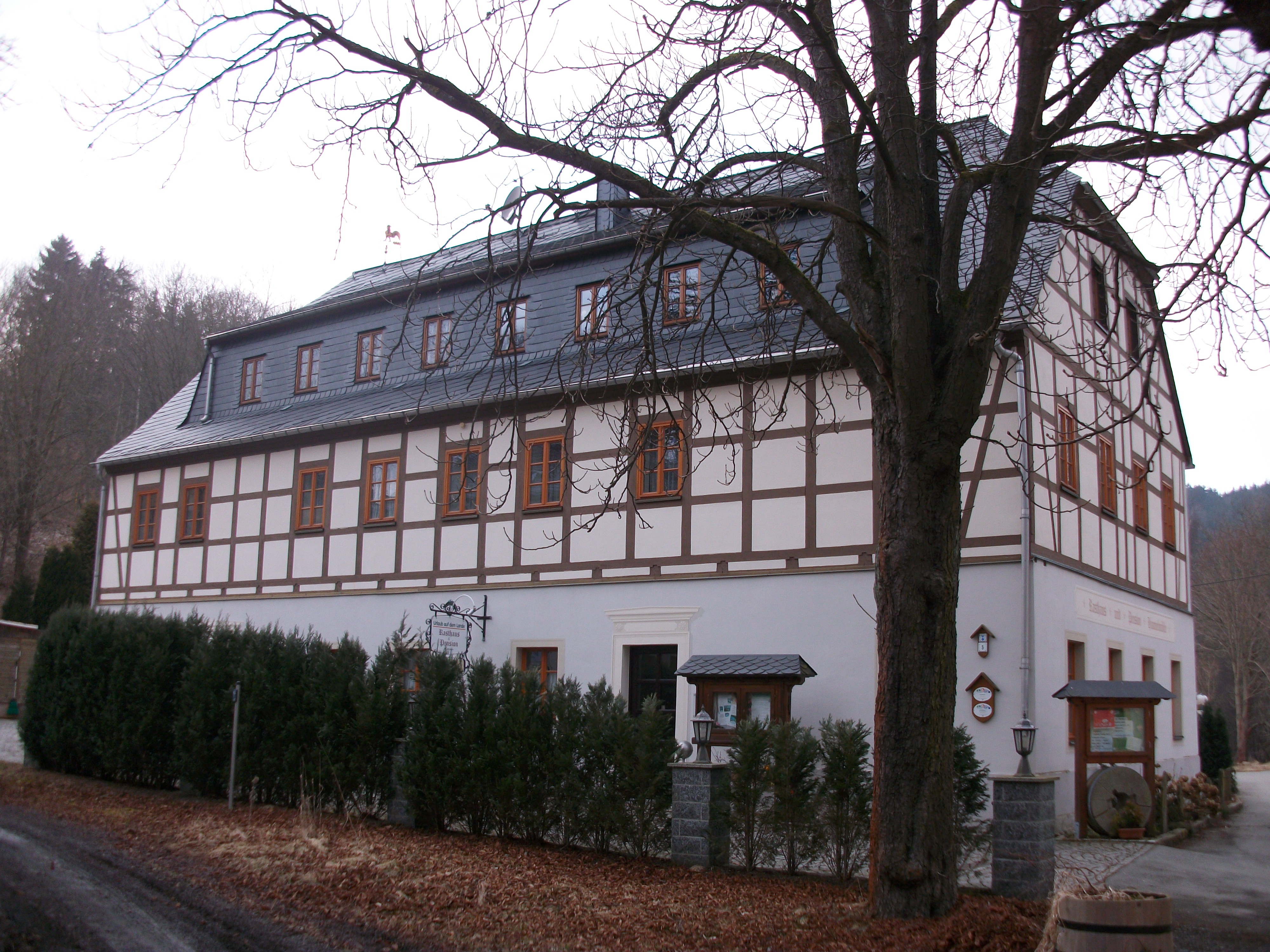
Gasthaus

Himmelmühle befindet sich zwischen Wolkenstein und Thermalbad Wiesenbad im Tal der Zschopau, unweit der Einmündung des Pöhlbaches in die Zschopau.

## Geschichte
Die Himmelmühle existierte bereits im 16. Jahrhundert als Getreidemühle mit Bäckerei. Zu dieser Zeit lag sie im Amt Wolkenstein. 1834 wurde hier eine Baumwollspinnerei errichtet, in deren Umfeld eine Werkssiedlung mit eigener Schule entstand. 1912 musste die Produktion eingestellt werden, ein Teil der Betriebsgebäude wurde fortan als Umspannwerk genutzt. Ab 1921 erfolgte der Umbau der Himmelmühle in eine Kakao- und Schokoladenfabrik, eines der repräsentativen Fachwerkgebäude wurde als Ausflugsgaststätte ausgebaut. In der Kriegs- und Nachkriegszeit wurden die Gebäude für verschiedene Zwecke genutzt, so bis 1963 als Frauengefängnis, dann als Lagergebäude für das Unternehmen dkk Scharfenstein, später FORON. Nach längerem Leerstand verfielen das sehr dominante Hauptgebäude der Fabrik und die umliegenden Nebengelasse (Heizhaus mit hohem Schornstein, Wagenhalle, Turbinenhaus) und waren in einem äußerst maroden Zustand.
Kurioserweise überdauerte in Fragmenten – aber immer noch lesbar – eine monumentale Inschrift aus DDR-Zeiten auf dem ruinösen Fabrikgebäude: „Wohlstand und Frieden – unsere große Losung.“ 2019 wurden nach langen Querelen die Gebäude bis auf einige Mauern beseitigt., nachdem am Hauptgebäude schon 2018 ein Bagger ein großes Loch in das Mauerwerk gerissen hatte.
Auch das notdürftig gesicherte ehemalige Wohnhaus der Fabrikbesitzer, das sogenannte Herrenhaus, verfällt immer weiter. Die vormals sehr gepflegten und repräsentativen Parkanlagen sind als solche kaum mehr erkennbar. Der im Park befindliche Pavillon ist bereits in den 1980er Jahren vollkommen eingestürzt.